# Хауз (село)
Хауз (кирг. Хауз) — село в Араванском районе Ошской области Кыргызстана. Административный центр Тео-Моюнского айылного аймака.

## География
Село расположено в западной части области, на расстоянии приблизительно 27 километров (по прямой) к юго-западу от села Араван, административного центра района. Абсолютная высота — 883 метра над уровнем моря.

## Население
Согласно оценочным данным Национального статистического комитета Кыргызской Республики, численность населения села на начало 2023 года составляла 2009 человек.
| год     | 2009 | 2014 | 2015 | 2020 | 2021 | 2023 |
| ------- | ---- | ---- | ---- | ---- | ---- | ---- |
| человек | 1565 | 1294 | 1414 | 1913 | 1964 | 2009 |